# Samir Nasri
Samir Nasri (Marsella, 26 de juny del 1987) és un futbolista professional francès.
Durant la seva carrera ha defensat els colors de l'Olympique de Marsella, Arsenal FC, Manchester City, Sevilla FC i Antalyaspor. Nasri també juga per la selecció de França des del 2007.

## Palmarès
Olympique de Marsella
- 2 Copes Intertoto: 2005, 2006.

Manchester City FC
- 2 Lligues angleses: 2011-12, 2013-14.
- 2 Copes de la lliga anglesa: 2013-14, 2015-16.
- 1 Community Shield: 2012.

Selecció francesa
- 1 Campionat d'Europa sub-17: 2004.